# (6965) Niyodogawa
(6965) Niyodogawa est un astéroïde de la ceinture principale.

## Description
(6965) Niyodogawa est un astéroïde de la ceinture principale. Il fut découvert le 11 novembre 1990 à Geisei par Tsutomu Seki. Il présente une orbite caractérisée par un demi-grand axe de 2,48 UA, une excentricité de 0,01 et une inclinaison de 6,1° par rapport à l'écliptique.

## Compléments